# Sancions penals durant el període Edo al Japó

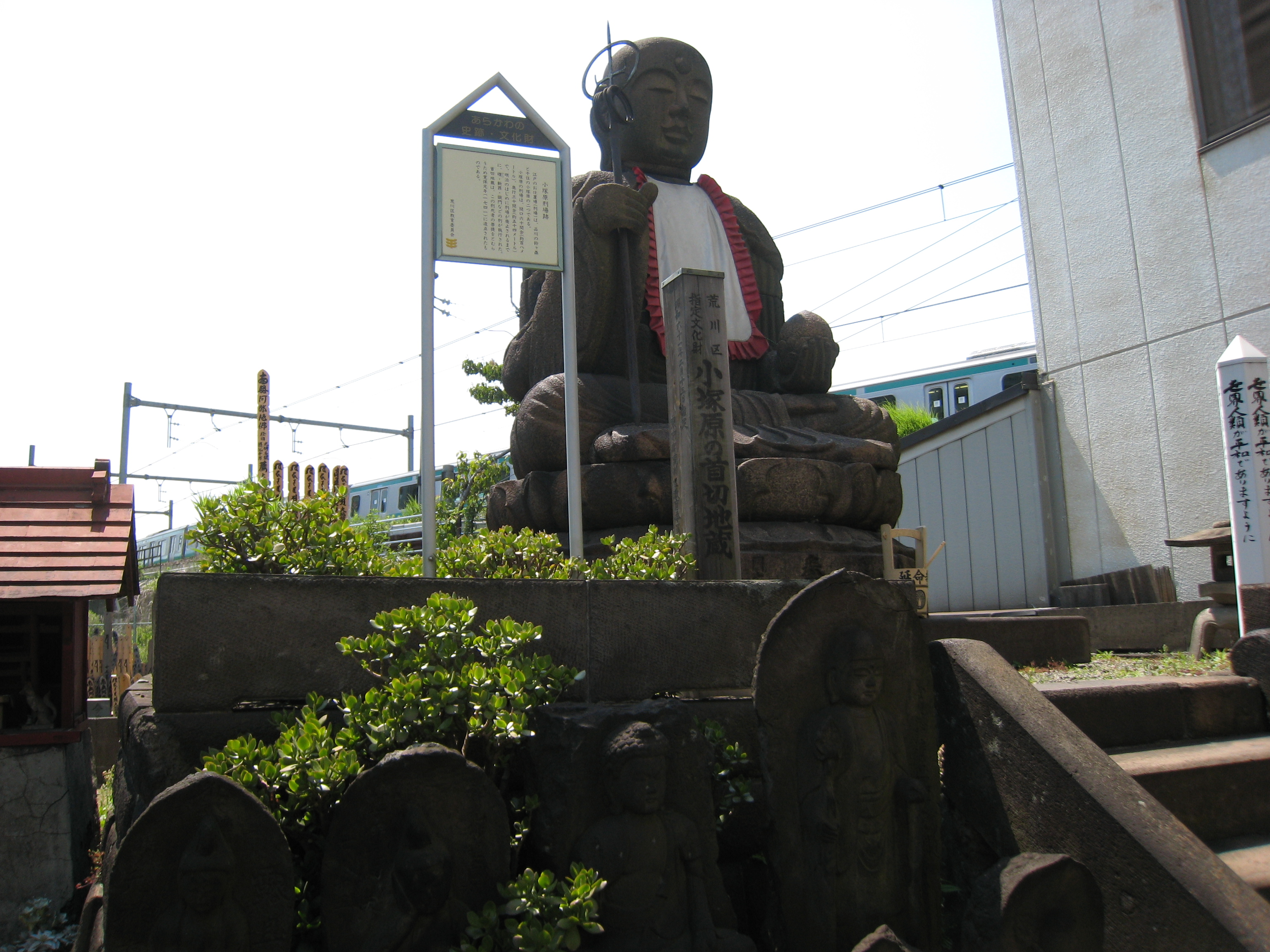
El patíbul de Kozukappara (小 塚 原 刑場, Kozukappara Keijo) era un dels tres llocs en la zona d'Edo (actual Tòquio) al Japó, on el shogunat Tokugawa executava als criminals durant el període Edo

Les sancions penals durant el període Edo al Japó (1603-1868) es poden dividir en cinc categories:
- Pena de mort
- Presó i exili
- Treballs forçats
- Confiscació de béns
- Càstig corporal

## La pena de mort
Els delictes greus, com l'assassinat i provocar un incendi, eren castigats amb la pena de mort. El shogunat Tokugawa va conservar els seus centres d'execució en Kozukappara (小塚原刑場), Suzugamori (鈴ヶ森刑場) i Itabashi (板橋刑場).
Kozukappara, també conegut com a Kotsukappara o Kozukahara, es troba en l'actual districte d'Arakawa, prop de la sortida al sud-oest de l'estació de metro de Minami-Senju, en la línia de metro Hibiya de Tòquio. S'estima que entre 100.000 i 200.000 persones van ser executades allà. Només una part del lloc segueix existint, al costat del temple Enmei-ji, parcialment enterrat sota les vies i en un cementiri més recent. Una investigació arqueològica i morfològica que va dur a terme per la Universitat de Tòquio sobre els cranis trobats enterrats aquí va confirmar els mètodes d'execució.

Un altre lloc notable de execucions es trobava en Suzugamori, en Shinagawa. Tots dos llocs encara es poden distingir in situ amb plaques commemoratives i làpides. 

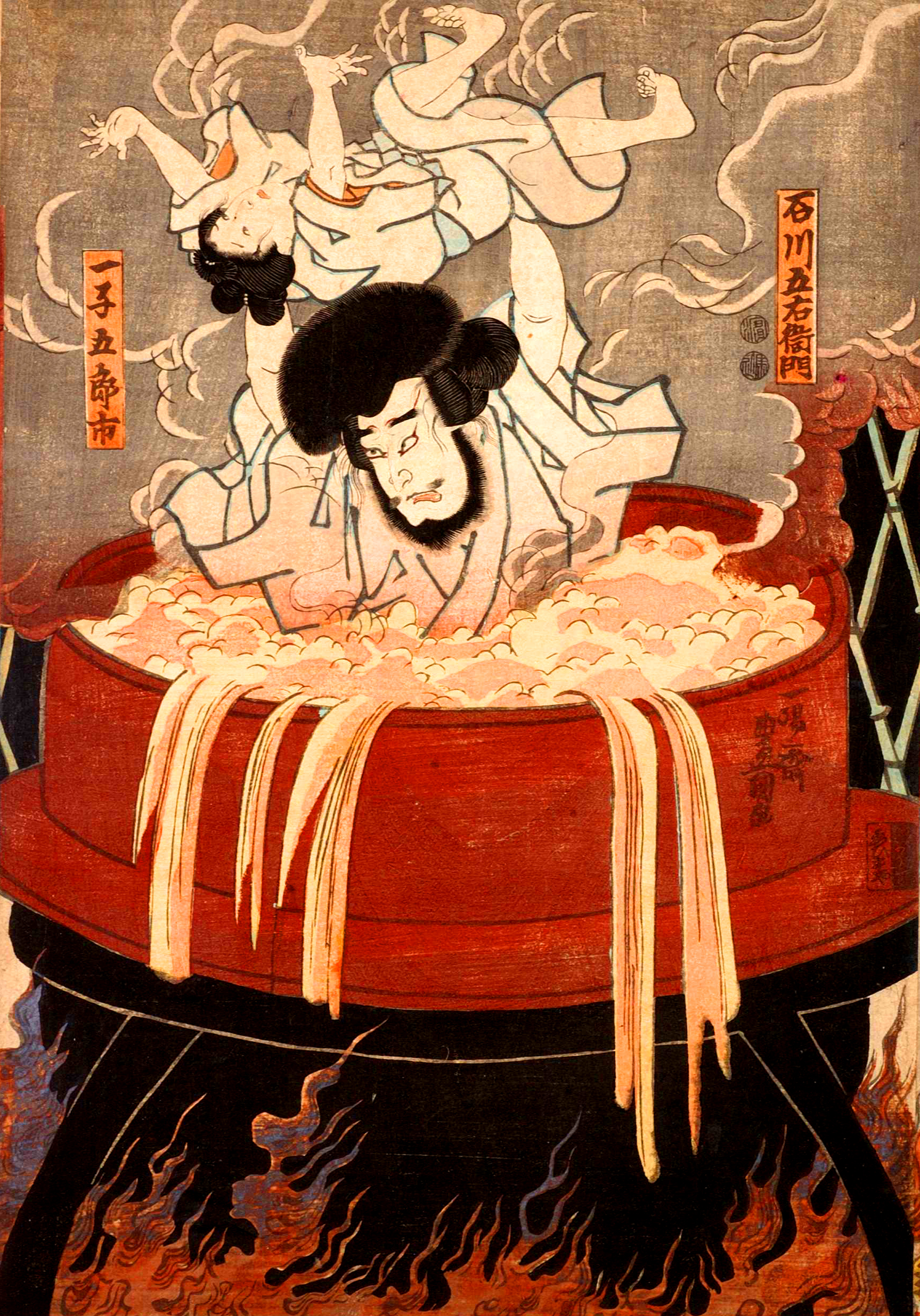
El bandit Ishikawa Goemon executat amb mort per ebullició després d'un fallit atemptat d'assassinat contra el senyor de la guerra Toyotomi Hideyoshi, en 1594

Els criminals eren executats en diferents formes: 
- Mort per ebullició
- Mort a la foguera
- Crucifixió per matar un parent, espòs, etc.
- Decapitació amb una katana
- Mort per serrament.
- Tall a nivell de la cintura (tallar a la persona per la meitat). En el han de Kanazawa estava associat a la decapitació.

La pena de mort sovint portava càstigs col·laterals. Un era desplaçar-se per la ciutat del condemnat abans de la seva execució. Semblant era l'exposició pública abans de l'execució. Un tercer càstig era l'exhibició pública del cap tallat.
Sovint, els samurais eren condemnats a realitzar l'harakiri (腹切) en lloc d'aquestes execucions.

## La presó i l'exili
Depenent de la gravetat de la infracció, els jutges podien condemnar els criminals a la presó en diverses formes:
- L'exili en una illa. Sovint, els delinqüents d'Edo eren confinats a les illes Hachijō-jima i Miyake-jima. Els delinqüents eren tatuats i castigats.
- Presó. El govern d'Edo va conservar una presó a Kodenma-chō.

L'exclusió de l'escena del crim era una pena per a la gent comuna i samurais.
- Tokoro-barai. La prohibició a certa distància era comuna per als no-samurais.
- Kōfu kinban. L'assignació a Kōfu, a les muntanyes a l'oest d'Edo, és un exemple de rustificació dels samurais.

## Els treballs forçats
Per als delictes que requerien un càstig moderat, els convictes podrien ser enviats a treballar en camps de treball com el d'Ishikawa-jima, a la badia d'Edo. Els delictes més greus podien donar lloc a ser enviat a treballar a la mina d'or de l'illa de Sado.
En 1590, Toyotomi Hideyoshi va prohibir el «treball no lliure», o esclavitud, però les formes de contracte i mà d'obra contractada es va mantenir junt amb els codis penals de treballs forçats de l'època. Per exemple, les lleis penals del període Edo prescrivien el «treball no lliure» per a la família immediata dels criminals executats en l'article 17 de la Gotōke Reijo (Lleis de la casa Tokugawa), però en la pràctica no era habitual. El Gotōke Reijo de 1711 va compilar més de 600 lleis promulgades entre 1597 i 1696.
També era comú que les dones fossin condemnades a treballar com a esclaves i prostitutes dins dels límits dels «barris de plaer», especialment Yoshiwara.

## La confiscació de béns
Els comerciants podrien ser castigats amb el kesshō, la confiscació dels seus negocis.

## Els càstigs corporals
Les manilles van permetre al govern castigar a un criminal mentre que es trobava sota arrest domiciliari. Depenent de la gravetat de la infracció, la pena podria durar 30, 50 o 100 dies.
La flagel·lació era un càstig comú per delictes com el robatori i les baralles. L'amputació del nas o les orelles van substituir la flagel·lació com a càstig a l'inici del període Edo. El 8è shōgun d'Edo, Tokugawa Yoshimune, va introduir els fuets com a pena judicial, o dataki, en 1720. Un criminal podria ser condemnat a un màxim de 100 fuetades. Els samurais i sacerdots estaven exempts de la flagel·lació i la pena es va aplicar només als plebeus. El convicte s'havia de despullar i era colpejat en les natges i l'esquena. La flagel·lació es va utilitzar fins a 1867, però va caure en desús de manera intermitent entre 1747 i 1795. Els homes i les dones podrien ser condemnats a ser assotats, però durant la meitat del període Edo les dones eren empresonats en lloc de ser fuetejades.

### L'origen de la pena del fuet
En 757, es va implementar el codi Yōrō (養老 律令, Yōrō-ritsuryō) i va ser introduït als «Cinc Càstigs» (五刑); dos d'ells es refereixen a la flagel·lació. La flagel·lació lleugera proporcionava de 10 a 50 fuetades, mentre que la flagel·lació forta proporcionava de 60 a 100 cops. No obstant això, un esclau podria ser condemnat a un màxim de 200 fuetades. Aquestes penes només s'aplicaven als homes plebeus. Els nobles podien ser condemnats amb la imposició de les manelles o amb una multa.
Quan un criminal era fuetejat, generalment la meitat del nombre de fuetades s'aplicaven a l'esquena i l'altra meitat a les natges. No obstant això, el condemnat tenia dret a triar si els cops havien de ser aplicats únicament a l'esquena, o les natges, o a les dues parts.
En l'època del període Sengoku, la flagel·lació era substituïda en gran manera per la decapitació.